# Exocentrus unialbovittatus
Exocentrus unialbovittatus là một loài bọ cánh cứng trong họ Cerambycidae.